# Дижон-3
Дижон 3-й кантон (фр. Dijon  3e  Canton) — кантон во Франции, находится в регионе Бургундия. Департамент кантона — Кот-д’Ор. Входит в состав округа Дижон. Население кантона на 2006 год составляло 21 579 человек.
Код INSEE кантона — 2111. Всего в кантон Дижон 3-й кантон входит 1 коммуна, из них главной коммуной является Дижон 3-й кантон.

## Коммуны кантона
- Дижон — население 21579 чел.